# Wassertorstraße 5 (Quedlinburg)

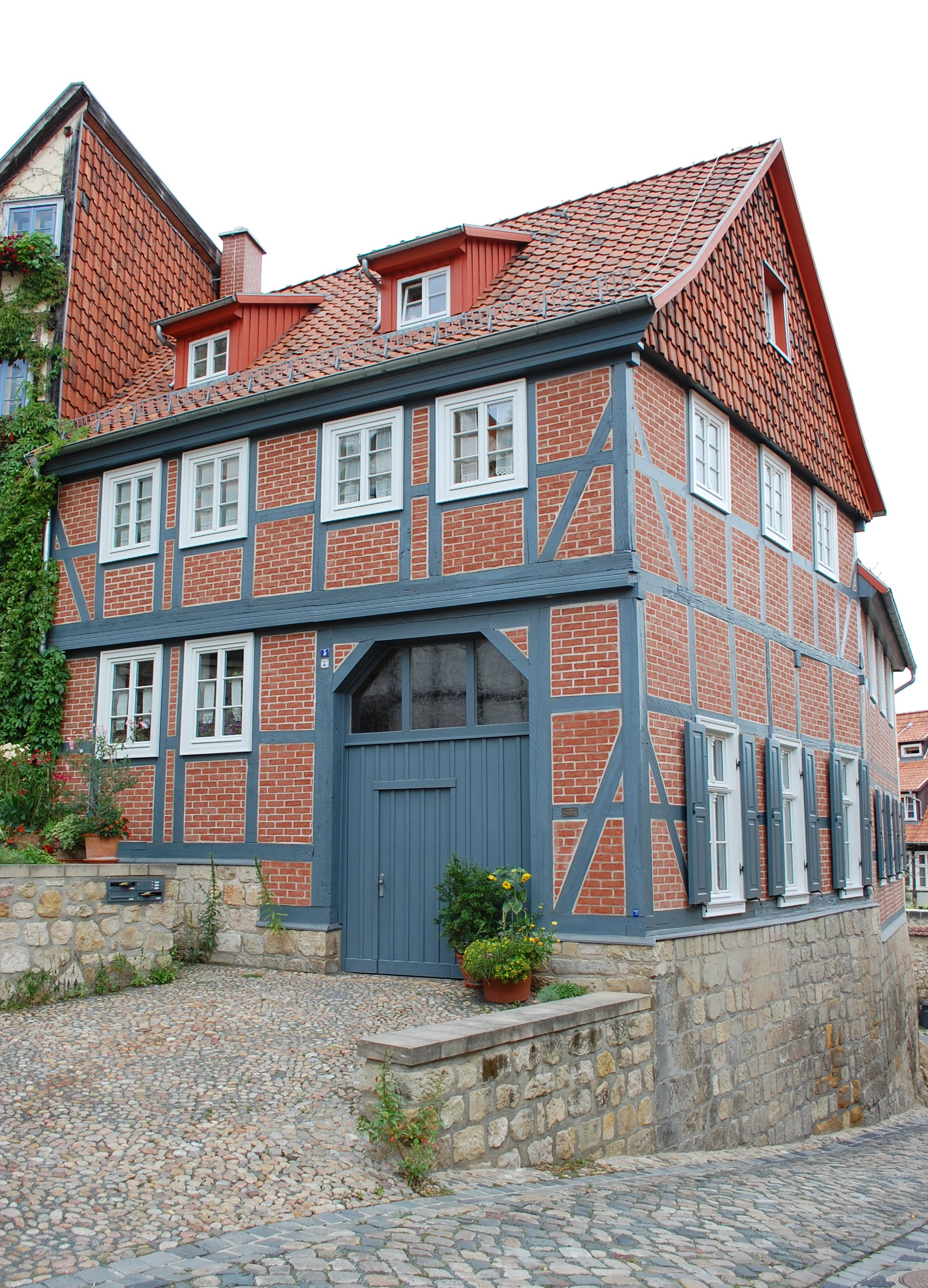
Haus Wassertorstraße 5

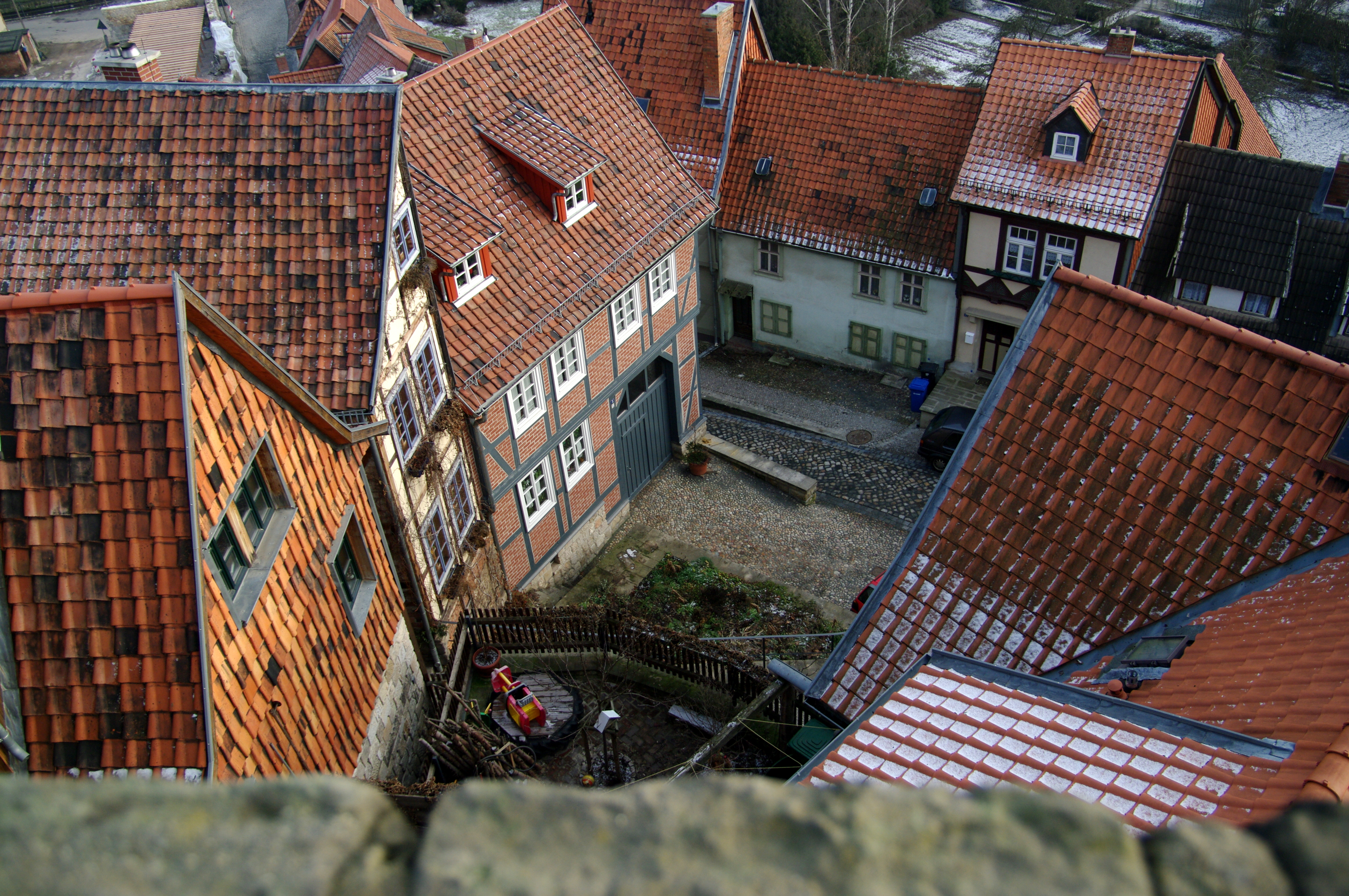
Blick aus der Vogelperspektive

Das Haus Wassertorstraße 5 ist ein denkmalgeschütztes Gebäude in der Stadt Quedlinburg in Sachsen-Anhalt.

## Lage
Das Gebäude befindet sich in einer Hanglage an der Südseite des Quedlinburger Schloßberges im Stadtteil Westendorf an der Einmündung der Gasse Schlossberg auf die Wassertorstraße. Es ist im Quedlinburger Denkmalverzeichnis als Ackerbürgerhof eingetragen und gehört zum UNESCO-Weltkulturerbe.

## Architektur und Geschichte
Das zweigeschossige Fachwerkhaus entstand Anfang des 19. Jahrhunderts. Es wurde auf einem Sockel aus Bruchsteinen errichtet, der, bedingt durch das bestehende Gefälle, gestaffelt angelegt wurde. Das Fachwerk des Gebäudes ist schlicht. Während das Untergeschoss verhältnismäßig hoch ausgeführt ist, ist das obere Stockwerk eher niedrig. Auf der Südseite der Hausfassade befindet sich ein Torweg. Dieser war nach Umbauarbeiten zum Teil vermauert und durch eine Haustür ersetzt wurden. Bei Sanierungsarbeiten in den Jahren 2005 bis 2007 wurde er wieder hergestellt. Zugleich wurde ein baufälliges Nebengebäude ersetzt.
Im Inneren des Hauses befindet sich eine Schwarze Küche, deren Entstehung jedoch bereits auf das 17. Jahrhundert datiert wird.